# Deshaies
Deshaies is een gemeente in het Franse overzeese departement Guadeloupe op het eiland Basse-Terre en telt 3.998 inwoners (2019). De oppervlakte bedraagt 31,11 km². Het ligt ongeveer 36 km ten noorden van de hoofdstad Basse-Terre.

## Overzicht
Deshaies is vernoemd naar Des Hayes die in de 17e eeuw in de plaats woonde. De naamgevende plaats ligt aan een baai omringd door heuvels. Aan de baai was een batterij opgesteld tegen aanvallen van het Verenigd Koninkrijk en kaapvaarders. In tegenstelling tot het grootste deel van Guadeloupe werd er geen suikerriet geteeld, maar koffie, cacao, en vanille. De plaats werd in 1730 gesticht.
Deshaies was een geïsoleerd gebied dat pas in 1957 door een weg ontsloten werd. In 1962 stortte een Boeing 707 van Air France neer in de gemeente waarbij 113 doden vielen. Het heeft zich ontwikkeld als toeristisch centrum en wordt bezocht vanwege de vele stranden waaronder Grande Anse, het langste strand van Gaudeloupe.

## Jardin Botanique de Deshaies
De Jardin Botanique de Deshaies is een botanische tuin in Deshaies. In 1979 werd een terrein van zeven hectare gekocht door de komiek Coluche. Er werd een grote tuin aangelegd door Michel Gaillard. In 1991, na het overlijden van Coluche, werd de tuin gekocht door Gaillard, die hem omvormde tot een botanische tuin, die in 2001 werd geopend voor het publiek. De tuin bevat een grote verzameling orchideeën, cactussen en grote bomen als baobabs en palmen. Het park is aangekleed met watervallen en meertjes met rode flamingo's, en heeft een kinderboerderij.

## Îlet à Kahouanne
Ongeveer 1,5 km van de kust in het noordoosten van de gemeente Deshaies bevindt zich het eilandje Îlet à Kahouanne. Het eiland is ongeveer 20 hectare groot. Het eiland wordt gebruikt door sterns, bruine pelikanen en fregatvogels. De stranden worden gebruikt door schildpadden om hun eieren te leggen. Sinds 1992 is het een beschermd natuurgebied en eigendom van Conservatoire du littoral.

## Trivia
De detectiveserie Death in Paradise wordt opgenomen in Deshaies.

## Galerij

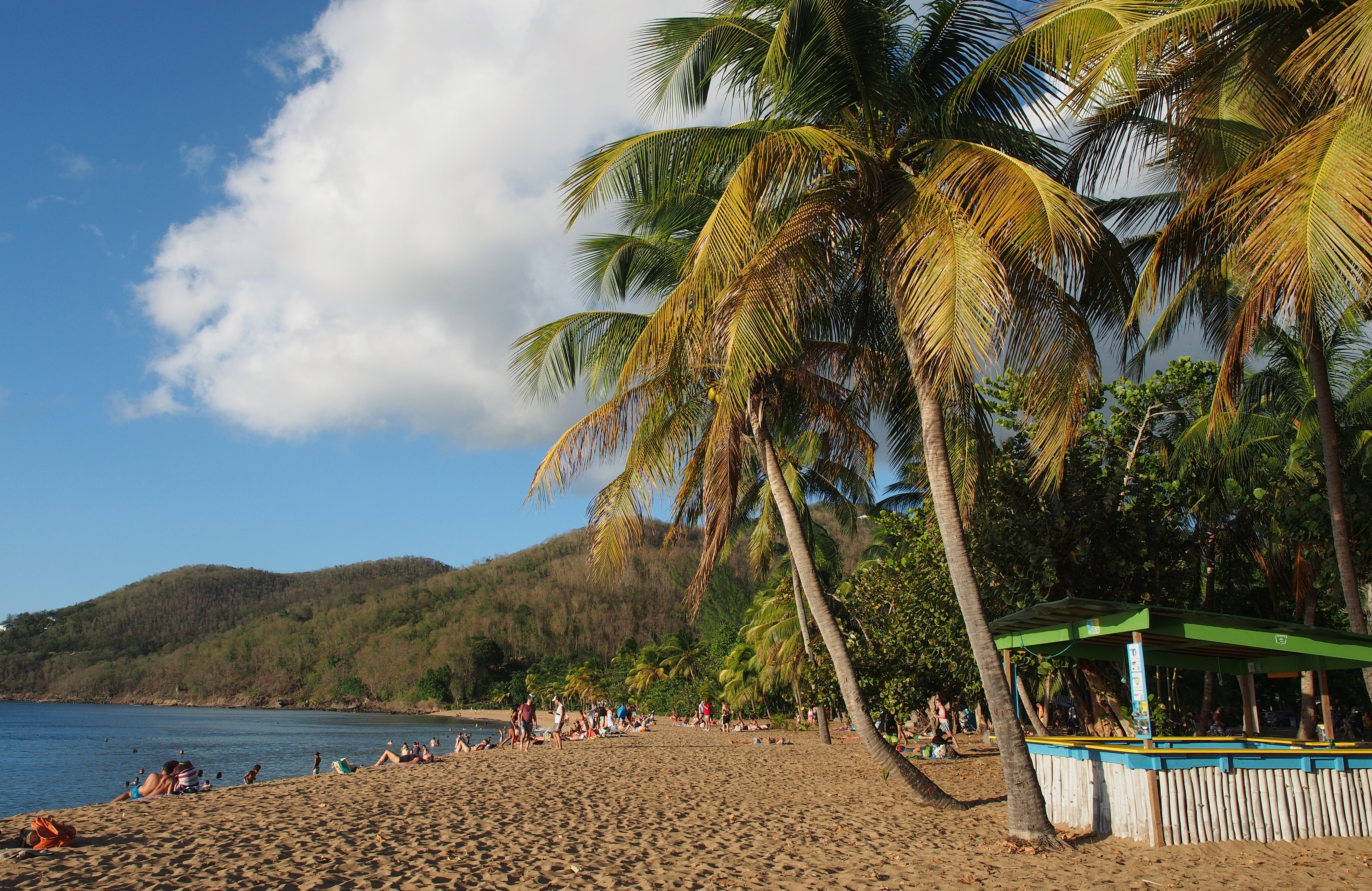
Grande Anse
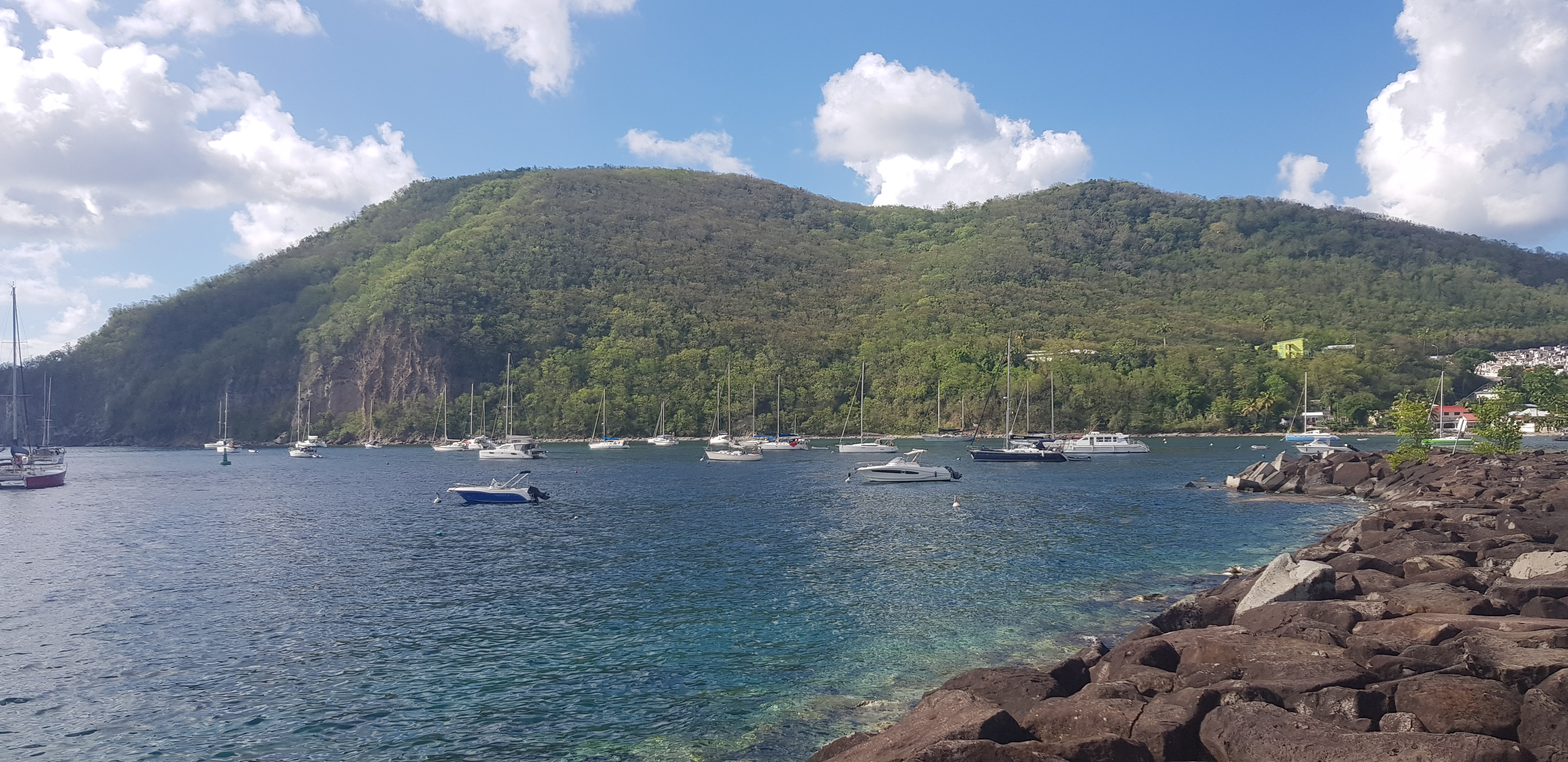
Gros Morne
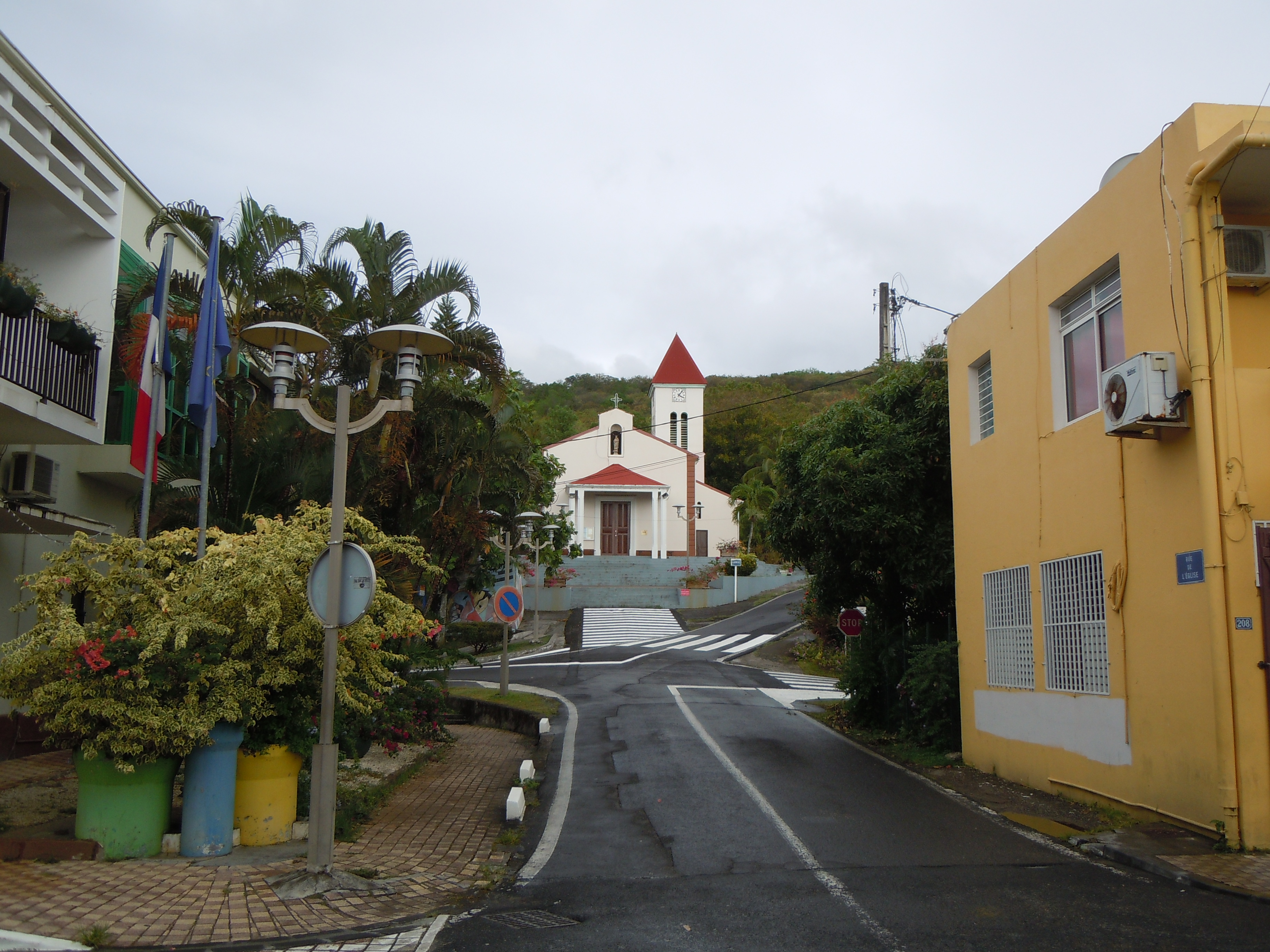
Kerk van Deshaies
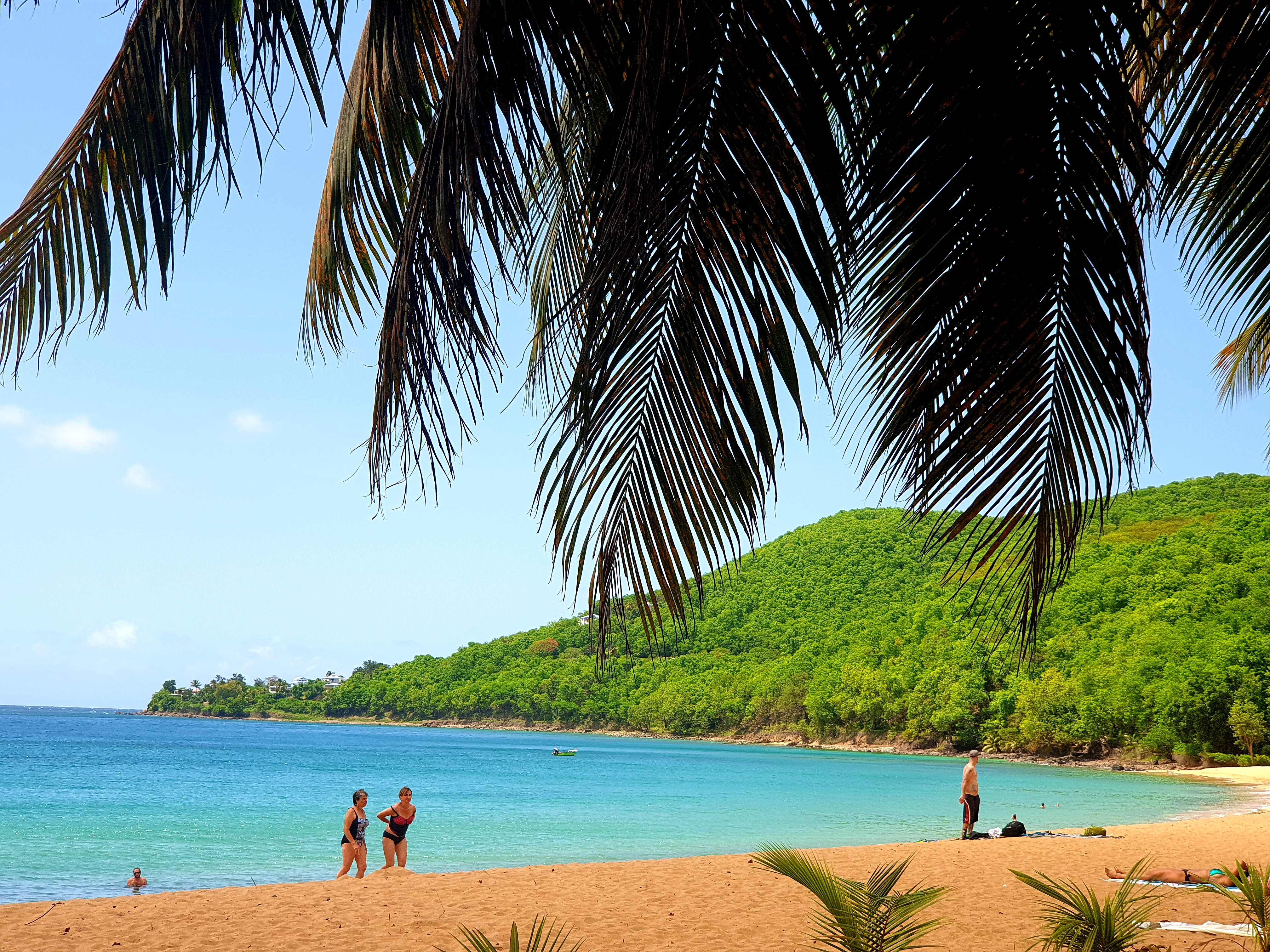
Anse de la Perle

- Bibliothèque nationale de France: cb150476121 (data)
- Virtual International Authority File: 130547192

Les Abymes · Anse-Bertrand · Baie-Mahault · Baillif · Basse-Terre · Bouillante · Capesterre-Belle-Eau · Capesterre-de-Marie-Galante · Deshaies · La Désirade · Le Gosier · Gourbeyre · Goyave · Grand-Bourg · Lamentin · Morne-à-l'Eau · Le Moule · Petit-Bourg · Petit-Canal · Pointe-à-Pitre · Pointe-Noire · Port-Louis · Saint-Claude · Sainte-Anne · Sainte-Rose · Saint-François · Saint-Louis · Terre-de-Bas · Terre-de-Haut · Trois-Rivières · Vieux-Fort · Vieux-Habitants